# 蔣公中正崇德協會
蔣公中正崇德協會，簡稱蔣公協會，前稱蔣公中正香港協會，是香港的民間親台團體，於2006年成立，現任會長為劉伯權，副會長為蘇建名。協會以「尊崇中華民國已故總統蔣中正、傳續中華文化傳統、推動香港當地自由民主發展」等作為其活動宗旨。

## 參與及主辦活動
蔣公中正崇德協會曾經參與革命先烈紀念日／三二九青年節、蔣公逝世紀念日（4月5日）、由香港市民支援愛國民主運動聯合會（支聯會）主辦的民主大遊行與六四燭光晚會、七一遊行、七七事變紀念日、八一五光復紀念日、九三炮戰紀念日、九九受降日（日本在中國投降之紀念日）、九一八事變紀念日（瀋陽事變）、中華民國國慶（雙十節）、蔣公誕辰紀念日（10月31日）、中國國民黨建黨紀念日（11月24日，興中會成立日）、南京大屠殺紀念日（12月13日）及香港淪陷紀念日（12月25日，黑色聖誕節）等之紀念活動。每逢4月5日蔣介石逝世紀念日和10月31日蔣介石壽辰，團體都會在旺角行人專用區舉辦集會和展覽，向警方申請不反對通知書都會表示沒有青天白日旗，到舉行活動時才展示，警方一般不理會。
此外，蔣公中正崇德協會曾主辦各類中華民國節慶活動、悼念在六七暴動中遭親中共左派伏擊並燒死的林彬、拜祭孫中山母親墓、紀念蔣中正的活動及圖片展覽等活動。協會亦曾多次號召會員、民眾，並結合其他香港親臺灣團體至日本駐港領事館抗議日本皇軍於八年抗戰期間在中國的暴行，參與保衛釣魚台之活動，以及舉辦聲援中華民國的示威遊行，同時針對中國共產黨及中華人民共和國政府對中華民國政府的壓制，例如《反分裂國家法》的通過、阻攔中華民國參加世界衛生組織、反對中華民國重返聯合國等動作表示強烈譴責。